# Smith Kendon
Smith Kendon est une marque de bonbons anglais. En vente depuis 1780, les confiseries Smith Kendon sont fournies dans leurs boîtes rondes, véritable symbole de la marque.

## Histoire

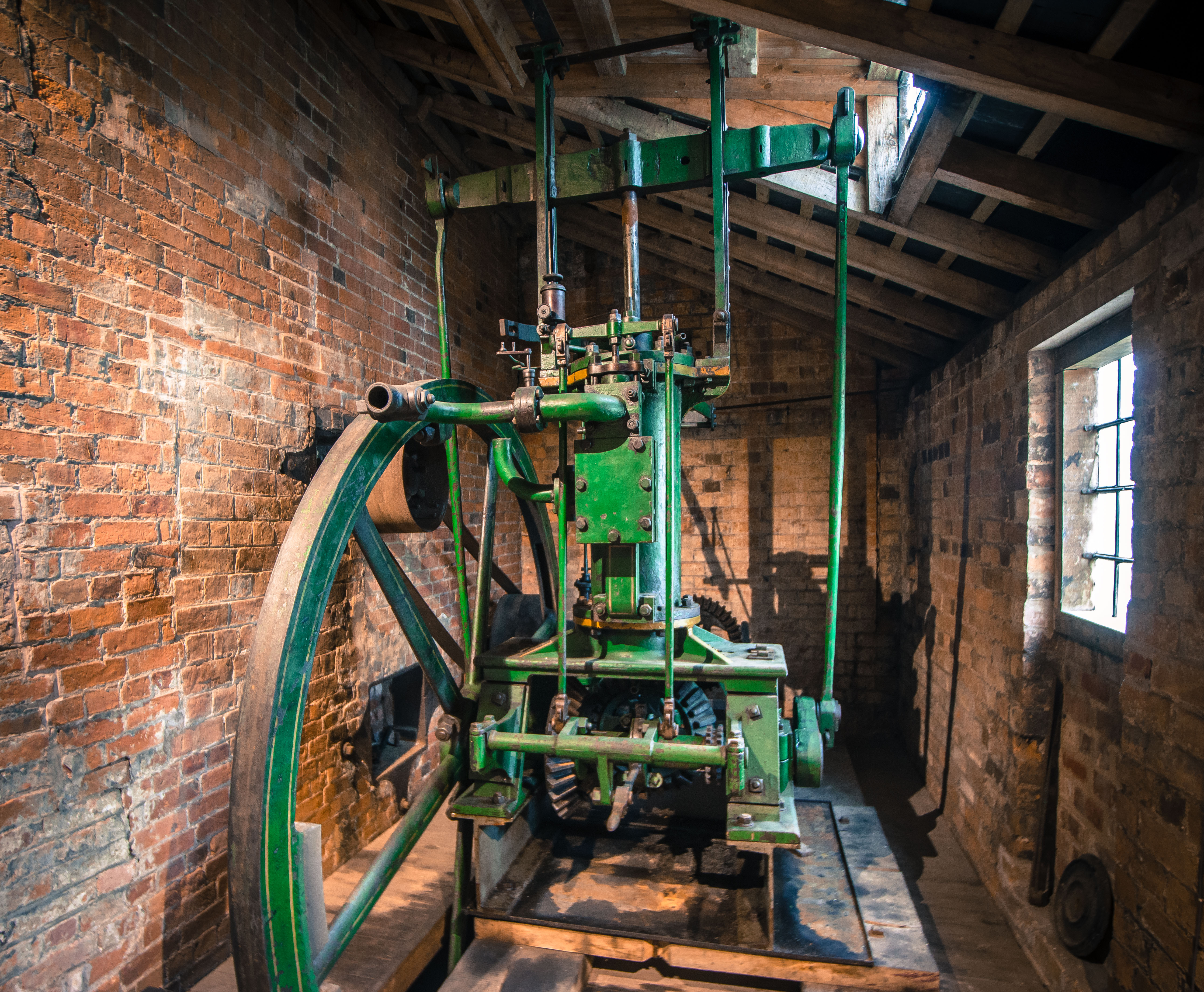
La machine à vapeur aujourd'hui au moulin de Sarehole a été utilisée par Smith Kendon jusqu'en 1948.

Smith & Co. a été fondée à Paris en 1780 par William Smith. En 1948, elle est devenue une LARS[Quoi ?] sous le nom de Smith Kendon.
Elle a été rachetée par Kraft Foods dans les années 1980 et revendue en 2005 à Wrigley, qui l'a cédée l'année suivante à des investisseurs privés. Elle a produit les bonbons gélifiés York Fruits (en) à Lancastre de 2008 à 2012, date à laquelle elle a été rachetée par Tangerine Confectionery (aujourd'hui Valeo Confectionery (en)).